# Journal de Salavin
Journal de Salavin est le troisième volume — d'une série de cinq — écrit en 1927 par Georges Duhamel dans le cycle Vie et aventures de Salavin.

## Écriture du roman
Journal de Salavin est dédié à Henri Mondor, le médecin et ami de Georges Duhamel.

## Résumé
Sous la forme d'un journal intime quasi quotidien, Louis Salavin va rendre compte de sa décision d'élévation personnelle vers la « sainteté » laïque, qu'il croit être une voie possible dans sa vie, toujours aussi tourmentée, et un chemin pouvant apporter des réponses à ses questions existentialistes. Durant environ une année entière, Salavin, devenu employé de bureau de la maison Cilpo (Compagnie industrielle de lait pasteurisé et oxygéné) va tenter, sur le modèle de La Vie des Saints qu'il lit, d'adapter son misérable quotidien et son mode de vie à cette ambition. Il décide de mener une conduite de vie ascétique, généreuse envers autrui, mais quelque peu flagellatoire. Sûr de son fait, il juge durement, mais pardonne aux hommes qui l'entourent. L'attente irraisonnée de l'apparition des premiers stigmates de sa sainteté le met dans les affres les plus sombres. Profondément agnostique, il va désespérément finir par chercher de l'aide auprès des hommes de foi, prêtres ou pasteurs, mais en vain. Les décisions morales concernant son travail mais aussi ses relations avec sa femme ou sa mère, n'entraînent que des séries de catastrophes inattendues. Salavin s'isole de plus en plus et se coupe du monde, s'interroge sur le sens même de sa personne et de son être : 

« Tout en écrivant, je regarde ma main. Est-ce là quelque chose de Salavin ? Je ne l'avais jamais examinée avec tant de soin. Elle ne me plait pas. Elle est laide. Comment ai-je pu croire que je parviendrais à quelque chose de propre avec une telle main ?
Je voudrais être un puceron sur un rosier. »

Désespéré de jamais parvenir à son but, Salavin finit par s'éloigner de son foyer pour choisir la solitude. Il atteindra toutefois cette sainteté sans l'avoir prémédité, et sans même s'en rendre compte, lorsque rencontrant dans la rue par une nuit glacée d'hiver un ancien collègue de bureau peu recommandable et réduit à la mendicité, il lui abandonne spontanément son manteau et ses chaussures. Il tombe alors gravement malade.

## Analyse
Journal de Salavin est le tome du cycle qui par de nombreux aspects présente le plus de similitudes et de sources d'inspirations pour La Nausée de Jean-Paul Sartre. Les questions d'existentialisme, avant que ce terme soit consacré, et de métaphysique sont au cœur des préoccupations du personnage pour lequel Duhamel choisit d'utiliser dans ce volume la forme du journal intime, technique littéraire que Sartre reprendra précisément dans La Nausée. La scène commune d'interrogation existentielle des deux anti-héros, Salavin et Roquetin, à la vue de leur propre main constituant un élément clé des deux œuvres. Là où Salavin laisse la question en suspens, Roquetin y répond en déclarant « c'est moi » et « j'existe ».

## Éditions
- Mercure de France, Paris (1927).
- Collection « Les Livres modernes », 216 exemplaires numérotés enrichis de lithographies de Berthold Mahn, Les éditions Georges Crès et Cie, 1930
- Réédition aux éditions Omnibus, Paris, 2008,  (ISBN 978-2-258-07585-6).